# 칸델라 매 제곱미터
칸델라 매 제곱미터(cd/m²)는 휘도의 SI 단위이다. 비 SI 단위, 니트(nit, 약자 nt, 1 nt = 1 cd/m2)라는 이름으로도 불리며 컴퓨터 디스플레이의 휘도를 나타내는 데 종종 쓰인다. 광도를 나타내는 SI 단위 칸델라와 면적의 SI 단위 제곱미터에 기초하여 정의된다. 칸델라 매 제곱센티미터, 줄여서 스틸브(stilb, 약자 sb)라는 단위를 사용하기도 한다. 단위 면적당 방출되는 빛을 측정하는 기준 단위로 디스플레이 장치의 밝기를 나타내는 데 자주 사용된다. 모니터용 sRGB 사양은 80 cd/m2이다.

## 같이 보기
- 액정 디스플레이 (LCD)
- 발광 다이오드 (LED)
- 광도측정법